# تاربه البلاد (سيئون)
'

تعديل مصدري - تعديل

تاربه البلاد هي إحدى قرى عزلة سيئون بمديرية سيئون التابعة لمحافظة حضرموت، بلغ تعداد سكانها 3003 نسمة حسب تعداد اليمن لعام 2004.